# Phorceïden
De Phorceïden is de algemene benaming voor de kinderen van de Griekse zeegod Phorcys en het zeemonster Ceto.
De Phorceïden zijn:
- Charybdis; van oorsprong een nimf, maar door Zeus veranderd in een zeemonster bij de Straat van Messina, tegenover Scylla.
- De Graeae; drie oude vrouwen die gezamenlijk één tand en één oog bezaten.
- De Gorgonen; drie vrouwelijke monsters met slangen die uit hun hoofd groeiden.
- Scylla; van oorsprong een nimf, die door Circe in een monster met zes hondekoppen veranderd werd. Ze huisde in de Straat van Messina, tegenover haar zuster Charybdis.

## Gerelateerde onderwerpen
- Zeemonster